# Sopetrán
Sopetrán là một đô thị của Colombia, nằm ở tiểu vùng phía tây của Antioquia. Nó được giới hạn ở phía bắc bởi đô thị Olaya, về phía đông bởi đô thị Belmira, về phía nam bởi các đô thị của San Jerónimo và Ebéjico và về phía tây bởi đô thị Santa Fe de Antioquia. Cách thành phố Medellin - thủ đô của Antioquia - 59 km. Đô thị này có diện tích là 223 km2.
Kể từ năm 2007, Sopetrán trở thành một phần của bộ ba "Tuyến đường mặt trời" (Sun Route) ở phía tây Antioquia, cùng với các đô thị của San Jerónimo và Santa Fe de Antioquia, những nơi có lịch sử khá tương đồng. Sau khi khánh thành Đường hầm phía Tây Fernando Gomez Martinez (Tunnel of the West Fernando Gomez Martinez), khả năng du lịch đã tăng gấp ba lần từ năm 2006. Đây là vùng đất thích hợp cho du lịch sinh thái.
Đến thời điểm ngày 28 tháng 5 năm 2005, khu tự quản Sopetrán có dân số 10981 người.

## Lịch sử
Trước khi Người Tây Ban Nha đến, Sopetrán đã có người ở, Họ là cộng đồng những thổ dân Nutabes và Tahamíes. Khi người Iberia đến, khu vực này được gọi là Los Guamas. Được chính thức thành lập vào ngày 22 tháng 2 năm 1616, bởi Francisco Herrera và Campuzano - một người vùng Alcala de Henares (Tây Ban Nha). Herrera rất tôn sùng hình ảnh của Đức Mẹ Sopetrán.
Trước đây, thị trấn còn được biết đến với tên The Guamas, Vice Parish of Our Lady of Saladito of Cordoba (Phó Giáo xứ Đức Mẹ Saladito của Cordoba), Parish of Our Lady of the Assumption (Giáo xứ Đức Mẹ Giả định) và Sopetrán.
Nguồn gốc của vùng đất này bắt nguồn tự sự định cư từ nhiều thế kỷ trước của những người thổ dân bản địa hay người Pháp, những người làm nông nghiệp, săn bắn, đánh cá và khai thác mỏ muối.
Năm 1814, Sopetrán trở thành đô thị.